# Ligne de Sélestat à Lesseux - Frapelle
La ligne de Sélestat à Lesseux - Frapelle est une ligne de chemin de fer française du Bas-Rhin, du Haut-Rhin et des Vosges. Ligne « transvosgienne », elle reliait les gares de Sélestat et de Lesseux - Frapelle en passant par Lièpvre et Sainte-Marie-aux-Mines. Aujourd'hui la section de Lièpvre à Lesseux - Frapelle est déclassée et déposée, seule subsiste la section de Sélestat à Bois-l'Abbesse (commune de Lièpvre).
Elle constitue la ligne n°116 000 du réseau ferré national.
Dans l'ancienne nomenclature de la région Est de la SNCF, elle était numérotée « ligne 23 » et désignée en tant que section de la « Ligne (Nancy-Ville) Lunéville – Sélestat ».

## Historique
La section de Sélestat à Sainte-Marie-aux-Mines est déclarée d'utilité publique par décret impérial le 14 juin 1861. Par une convention signée avec le ministre des Travaux publics le 1er mai 1863, la Compagnie des chemins de fer de l'Est reçoit la concession de cette section. Cette convention est approuvée par décret impérial le 11 juin 1863.
La section de Sélestat à Sainte-Marie-aux-Mines, a été mise en service le 29 décembre 1864 par la Compagnie des chemins de fer de l'Est.
À la suite du traité de Francfort de 1871, elle est intégrée à la Direction générale impériale des chemins de fer d'Alsace-Lorraine, devenue après 1918 l'Administration des chemins de fer d'Alsace et de Lorraine.
La section entre Sainte-Marie-aux-Mines et Saint-Dié est déclarée d'utilité publique par une loi le 17 juillet 1929. Cette même loi attribue la ligne à l'Administration des chemins de fer d'Alsace et de Lorraine.
Le 8 août 1937, le prolongement de Sainte-Marie-aux-Mines à Lesseux - Frapelle était inauguré, mettant ainsi en service la 3e traversée ferroviaire des Vosges par le tunnel de Sainte-Marie-aux-Mines long de 6 872 m. À cette occasion, la gare de Sainte-Marie-aux-Mines a été déplacée. L'inauguration s'est déroulée en présence du président de la République française Albert Lebrun, à cette occasion l'industriel et homme politique Maurice Burrus fit réaliser une représentation du tunnel en chocolat. Ce tunnel était le plus long tunnel ferroviaire établi entièrement en territoire français.
La ligne permettait notamment une liaison directe entre Colmar et Nancy.
La section de Sainte-Marie-aux-Mines à Lesseux - Frapelle est fermée le 2 juin 1973 à la suite de la transformation (pour une durée limitée à l'époque) du tunnel ferroviaire en tunnel routier. Celui-ci porte aujourd'hui le nom de tunnel Maurice-Lemaire.
La section de Sélestat à Sainte-Marie-aux-Mines est fermée au trafic des voyageurs le 2 janvier 1980 et le service transféré sur route.
La section de Bois-l'Abbesse à Sainte-Marie-aux-Mines est fermée au trafic des marchandises le 1er octobre 1990. La voie est déposée entre 1996 et 1997. La plate-forme de l'ancienne ligne a été reconvertie en piste cyclable.
Un tronçon déclassé long de 620 mètres, situé au sein de la zone industrielle de Bois-l’Abbesse, est déposé en 2014 par la communauté de communes du Val d’Argent.

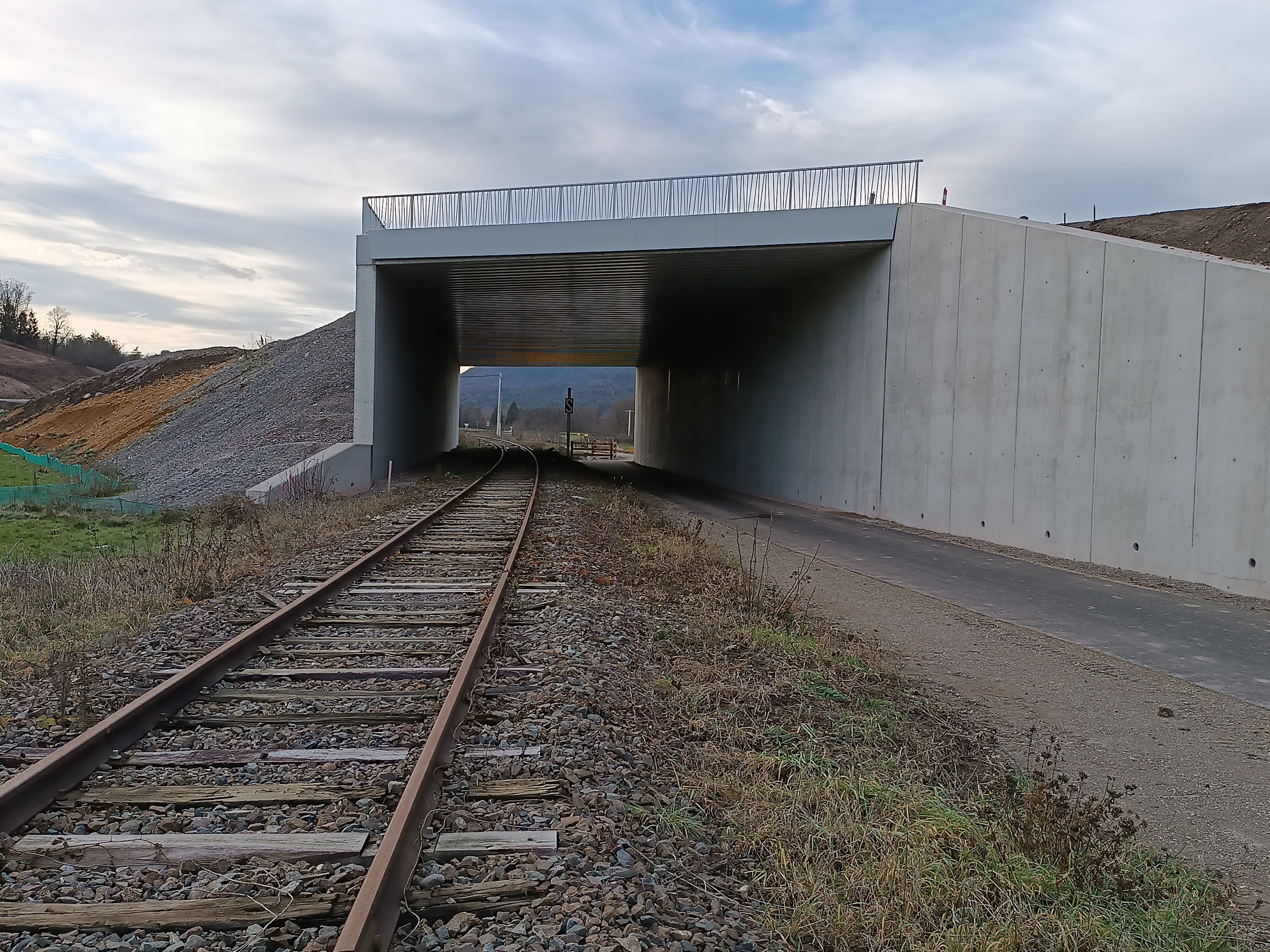
Travaux de réalisation du franchissement de la ligne par le contournement RD 1059 en 2022, la ligne ferroviaire étant encore en état sur cette portion.

La section restante, de Sélestat à Bois-l'Abbesse, est restée exploitée pour la desserte de l'usine Hartmann jusqu'en janvier 2018. Hartmann était la dernière société de la zone industrielle de Bois-l'Abbesse qui utilisait le transport ferroviaire. À la suite d'une hausse des tarifs, son contrat avec l'opérateur ferroviaire de proximité Ferrivia n'a cependant pas été renouvelé entrainant la fin des circulations sur la ligne. Le 25 janvier 2018, les élus de la communauté de communes du Val d'Argent ont adopté une motion demandant à SNCF Réseau «  le maintien et la modernisation de la voie ferrée, car elle permet le transport du fret qui est vital pour l’avenir de la vallée »,.
Tombant en ruine, le bâtiment de la gare de Sainte-Marie-aux-Mines est démoli en 2020.

### Dates de renonciation et de déclassement
- Sainte-Marie-aux-Mines à Lesseux - Frapelle : 23 février 1973[14] (acte de renonciation de la part de la SNCF).
- Bois-l'Abbesse à Sainte-Marie-aux-Mines (PK 11,300 à 21,185) : 20 mars 1995[1](déclassement).

### Projet de réouverture
En juin 2022, une étude pour la réouverture de la ligne est lancée. Le transport de voyageurs et le fret sont envisagés.